# Moussa Marega
Moussa Marega (Les Ulis, 14 aprile 1991) è un calciatore maliano con cittadinanza francese, attaccante dell'Al-Diriyah.

## Caratteristiche tecniche
Gioca prevalentemente come seconda punta, ma può agire anche da centravanti, molto dotato tecnicamente, possiede una buona forza fisica, coadiuvata da un'ottima capacità di corsa, bravo sia nel difendere palla e nel far salire la propria squadra, inoltre si dimostra abile nel gioco aereo, ed è un buon finalizzatore.

## Carriera

### Club

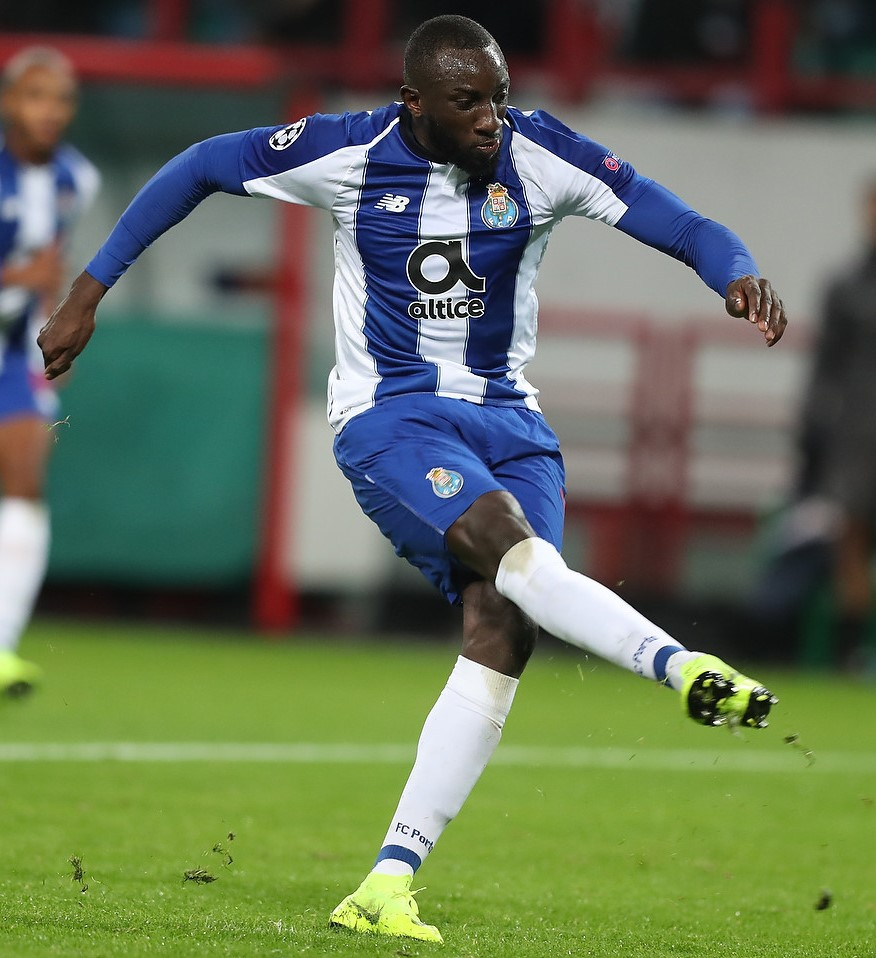
Moussa Marega in azione di tiro con la maglia del nel 2018.

Nella stagione 2010-2011 gioca 4 partite senza mai segnare con l'Evry, nella sesta serie francese. Nella stagione 2012-2013 gioca invece nel Vendée Poiré-sur-Vie, in terza serie; qui, segna 5 reti in 31 partite di campionato ed una rete in una partita in Coppa di Francia, venendo ceduto a fine stagione all'Amiens, squadra militante a sua volta nel Championnat National, con cui Marega nel corso della stagione 2013-2014 oltre a giocare 3 partite in Coppa di Lega segna 9 reti in 33 presenze in campionato.
Nell'estate del 2014 passa all'Espérance, tuttavia con la squadra tunisina, non scende mai in campo; a gennaio del 2015 passa invece ai portoghesi del Marítimo, squadra della massima serie portoghese, con cui termina la stagione 2014-2015 segnando una rete in 2 presenze nella Coppa di Lega portoghese (nella quale la sua squadra arriva in finale, perdendola) e 7 reti in 14 partite in campionato. Viene riconfermato dalla squadra portoghese anche per la stagione 2015-2016, nella quale segna 5 reti in 15 presenze per poi passare al Porto nel gennaio del 2016: con i biancazzurri gioca 9 partite di campionato senza mai segnare, realizzando in compenso un gol in 2 presenze in Coppa del Portogallo.
Col Porto gioca 9 partite senza mai segnare e nell'estate del 2016 viene ceduto in prestito al Vitória Guimarães. Nella Primeira Liga 2016-2017 realizza 13 gol in 25 presenze; a fine anno torna al Porto con cui nella stagione 2017-2018 segna 22 gol in 29 partite di campionato: con il suo contributo aiuta i lusitani a vincere per la ventottesima volta il campionato portoghese; in stagione segna anche un gol in 3 presenze in Coppa di Lega e gioca 2 partite senza reti in Coppa del Portogallo; fa inoltre il suo esordio nelle coppe europee (6 presenze in Champions League e 2 presenze in Europa League, senza mai segnare). Il 3 ottobre 2018 realizza la sua prima rete in UEFA Champions League, nella partita giocata in casa contro il Galatasaray vinta 1-0 dai dragoni.
Il 10 maggio 2021 viene annunciato il suo passaggio agli arabi dell'Al-Hilal.

### Nazionale
Ha esordito nella nazionale maliana il 14 novembre 2015 giocando da titolare nella partita di qualificazione ai Mondiali del 2018 persa per 2-1 in trasferta contro il Botswana.

## Statistiche

### Presenze e reti nei club
Statistiche aggiornate al 12 febbraio 2023.
| Stagione        | Squadra           | Campionato      | Campionato | Campionato | Coppe nazionali | Coppe nazionali | Coppe nazionali | Coppe continentali | Coppe continentali | Coppe continentali | Altre coppe | Altre coppe | Altre coppe | Totale | Totale |
| Stagione        | Squadra           | Comp            | Pres       | Reti       | Comp            | Pres            | Reti            | Comp               | Pres               | Reti               | Comp        | Pres        | Reti        | Pres   | Reti   |
| --------------- | ----------------- | --------------- | ---------- | ---------- | --------------- | --------------- | --------------- | ------------------ | ------------------ | ------------------ | ----------- | ----------- | ----------- | ------ | ------ |
| 2011-2012       | Évry              | CR              | 4          | 0          |                 | -               | -               |                    | -                  | -                  |             | -           | -           | 4      | 0      |
| 2012-2013       | Poiré-sur-Vie 2   | CFA             | 2          | 0          |                 | -               | -               |                    | -                  | -                  |             | -           | -           | 2      | 0      |
| 2012-2013       | Poiré-sur-Vie     | CN              | 31         | 5          | CF+CdL          | 1+0             | 1               |                    | -                  | -                  |             | -           | -           | 32     | 6      |
| 2013-2014       | Amiens            | CN              | 33         | 9          | CF+CdL          | 0+3             | 0               |                    | -                  | -                  |             | -           | -           | 36     | 9      |
| 2014-gen. 2015  | Espérance         | CLP             | 0          | 0          | CT              | 0               | 0               | CCL                | 0                  | 0                  |             | -           | -           | 0      | 0      |
| gen.-giu. 2015  | Marítimo          | PL              | 14         | 7          | CP+CdL          | 0+2             | 1               |                    | -                  | -                  |             | -           | -           | 16     | 8      |
| 2015-gen. 2016  | Marítimo          | PL              | 15         | 5          | CP+CdL          | 2+1             | 1+1             |                    | -                  | -                  |             | -           | -           | 18     | 7      |
| Totale Marítimo | Totale Marítimo   | Totale Marítimo | 29         | 12         |                 | 5               | 3               |                    | -                  | -                  |             | -           | -           | 34     | 15     |
| gen.-giu. 2016  | Porto             | PL              | 9          | 0          | CP+CdL          | 2+0             | 1               | UCL+UEL            | 0+2                | 0                  |             | -           | -           | 13     | 1      |
| 2016-2017       | Vitória Guimarães | PL              | 25         | 13         | CP+CdL          | 4+2             | 1+0             |                    | -                  | -                  |             | -           | -           | 31     | 14     |
| 2017-2018       | Porto             | PL              | 29         | 22         | CP+CdL          | 2+3             | 0+1             | UCL+UEL            | 6+0                | 0                  |             | -           | -           | 40     | 23     |
| 2018-2019       | Porto             | PL              | 29         | 11         | CP+CdL          | 5+4             | 2+2             | UCL                | 9                  | 6                  | SP          | 0           | 0           | 47     | 21     |
| 2019-2020       | Porto             | PL              | 29         | 12         | CP+CdL          | 4+3             | 1+1             | UCL+UEL            | 2+7                | 0+1                |             | -           | -           | 45     | 15     |
| 2020-2021       | Porto             | PL              | 30         | 7          | CP+CdL          | 4+1             | 2+1             | UCL                | 9                  | 2                  | SP          | 1           | 0           | 45     | 12     |
| Totale Porto    | Totale Porto      | Totale Porto    | 126        | 52         |                 | 28              | 11              |                    | 35                 | 9                  |             | 1           | 0           | 190    | 72     |
| 2021-2022       | Al-Hilal          | SPL             | 27         | 13         | KCC             | 4               | 0               | ACL                | 4                  | 2                  | SS+CmC      | 1+3         | 0+1         | 39     | 16     |
| 2022-2023       | Al-Hilal          | SPL             | 22         | 5          | KCC             | 2               | 0               | ACL                | 8                  | 3                  | SS+CmC      | 1+3         | 0+1         | 36     | 9      |
| Totale Al Hilal | Totale Al Hilal   | Totale Al Hilal | 49         | 18         |                 | 6               | 0               |                    | 12                 | 5                  |             | 8           | 2           | 75     | 25     |
| 2023-2024       | Sharjah           | PL              | 18         | 5          | CP+LC           | 2+2             | 1+0             | ACL                | 5                  | 2                  | -           | -           | -           | 27     | 8      |
| Totale Carriera | Totale Carriera   | Totale Carriera | 317        | 114        |                 | 53              | 17              |                    | 52                 | 16                 |             | 9           | 2           | 430    | 149    |

### Cronologia presenze e reti in nazionale
| Cronologia completa delle presenze e delle reti in nazionale ― Mali | Cronologia completa delle presenze e delle reti in nazionale ― Mali | Cronologia completa delle presenze e delle reti in nazionale ― Mali | Cronologia completa delle presenze e delle reti in nazionale ― Mali | Cronologia completa delle presenze e delle reti in nazionale ― Mali | Cronologia completa delle presenze e delle reti in nazionale ― Mali | Cronologia completa delle presenze e delle reti in nazionale ― Mali | Cronologia completa delle presenze e delle reti in nazionale ― Mali |
| Data                                                                | Città                                                               | In casa                                                             | Risultato                                                           | Ospiti                                                              | Competizione                                                        | Reti                                                                | Note                                                                |
| ------------------------------------------------------------------- | ------------------------------------------------------------------- | ------------------------------------------------------------------- | ------------------------------------------------------------------- | ------------------------------------------------------------------- | ------------------------------------------------------------------- | ------------------------------------------------------------------- | ------------------------------------------------------------------- |
| 25-3-2015                                                           | Beauvais                                                            | Gabon                                                               | 4 – 3                                                               | Mali                                                                | Amichevole                                                          | -                                                                   | 73’                                                                 |
| 13-6-2015                                                           | Bamako                                                              | Mali                                                                | 2 – 0                                                               | Sudan del Sud                                                       | Qual. Coppa d'Africa 2017                                           | -                                                                   |                                                                     |
| 6-9-2015                                                            | Cotonou                                                             | Benin                                                               | 1 – 1                                                               | Mali                                                                | Qual. Coppa d'Africa 2017                                           | -                                                                   | 77’                                                                 |
| 9-10-2015                                                           | Troyes                                                              | Burkina Faso                                                        | 1 – 4                                                               | Mali                                                                | Amichevole                                                          | -                                                                   | 68’                                                                 |
| 14-11-2015                                                          | Francistown                                                         | Botswana                                                            | 2 – 1                                                               | Mali                                                                | Qual. Mondiali 2018                                                 | -                                                                   | 68’                                                                 |
| 25-3-2016                                                           | Bamako                                                              | Mali                                                                | 1 – 0                                                               | Guinea Equatoriale                                                  | Qual. Coppa d'Africa 2017                                           | -                                                                   | 62’                                                                 |
| 4-9-2016                                                            | Bamako                                                              | Mali                                                                | 5 – 2                                                               | Benin                                                               | Qual. Coppa d'Africa 2017                                           | 1                                                                   |                                                                     |
| 8-10-2016                                                           | Bouaké                                                              | Costa d'Avorio                                                      | 3 – 1                                                               | Mali                                                                | Qual. Mondiali 2018                                                 | -                                                                   |                                                                     |
| 12-11-2016                                                          | Bamako                                                              | Mali                                                                | 0 – 0                                                               | Gabon                                                               | Qual. Mondiali 2018                                                 | -                                                                   |                                                                     |
| 7-1-2017                                                            | Marrakech                                                           | Burkina Faso                                                        | 2 – 1                                                               | Mali                                                                | Amichevole                                                          | -                                                                   | 46’                                                                 |
| 17-1-2017                                                           | Port-Gentil                                                         | Mali                                                                | 0 – 0                                                               | Egitto                                                              | Coppa d'Africa 2017 - 1º turno                                      | -                                                                   |                                                                     |
| 21-1-2017                                                           | Port-Gentil                                                         | Ghana                                                               | 1 – 0                                                               | Mali                                                                | Coppa d'Africa 2017 - 1º turno                                      | -                                                                   | 79’                                                                 |
| 25-1-2017                                                           | Oyem                                                                | Uganda                                                              | 1 – 1                                                               | Mali                                                                | Coppa d'Africa 2017 - 1º turno                                      | -                                                                   | 78’                                                                 |
| 1-9-2017                                                            | Rabat                                                               | Marocco                                                             | 6 – 0                                                               | Mali                                                                | Qual. Mondiali 2018                                                 | -                                                                   | 27’                                                                 |
| 5-9-2017                                                            | Bamako                                                              | Mali                                                                | 0 – 0                                                               | Marocco                                                             | Qual. Mondiali 2018                                                 | -                                                                   | 60’                                                                 |
| 9-9-2018                                                            | Juba                                                                | Sudan del Sud                                                       | 0 – 3                                                               | Mali                                                                | Qual. Coppa d'Africa 2019                                           | 1                                                                   | 84’                                                                 |
| 12-10-2018                                                          | Yaoundé                                                             | Mali                                                                | 0 – 0                                                               | Burundi                                                             | Qual. Coppa d'Africa 2019                                           | -                                                                   | 73’                                                                 |
| 16-10-2018                                                          | Bujumbura                                                           | Burundi                                                             | 1 – 1                                                               | Mali                                                                | Qual. Coppa d'Africa 2019                                           | -                                                                   |                                                                     |
| 17-11-2018                                                          | Libreville                                                          | Gabon                                                               | 0 – 1                                                               | Mali                                                                | Qual. Coppa d'Africa 2019                                           | -                                                                   |                                                                     |
| 26-3-2019                                                           | Dakar                                                               | Senegal                                                             | 2 – 1                                                               | Mali                                                                | Amichevole                                                          | -                                                                   |                                                                     |
| 16-6-2019                                                           | Doha                                                                | Algeria                                                             | 3 – 2                                                               | Mali                                                                | Amichevole                                                          | -                                                                   |                                                                     |
| 23-6-2019                                                           | Suez                                                                | Mali                                                                | 4 – 0                                                               | Mauritania                                                          | Coppa d'Africa 2019 - 1º turno                                      | 1                                                                   |                                                                     |
| 28-6-2019                                                           | Suez                                                                | Tunisia                                                             | 1 – 1                                                               | Mali                                                                | Coppa d'Africa 2019 - 1º turno                                      | -                                                                   | 59’                                                                 |
| 2-7-2019                                                            | Ismailia                                                            | Angola                                                              | 0 – 1                                                               | Mali                                                                | Coppa d'Africa 2019 - 1º turno                                      | -                                                                   | 81’                                                                 |
| 8-7-2019                                                            | Suez                                                                | Mali                                                                | 0 – 1                                                               | Costa d'Avorio                                                      | Coppa d'Africa 2019 - Ottavi di finale                              | -                                                                   |                                                                     |
| Totale                                                              |                                                                     | Presenze                                                            | 25                                                                  |                                                                     | Reti                                                                | 3                                                                   |                                                                     |

## Palmarès

### Club

#### Competizioni nazionali
- Campionato portoghese: 2

Porto: 2017-2018, 2019-2020
- Coppa del Portogallo: 1

Porto: 2019-2020
- Supercoppa di Portogallo: 2

Porto: 2018, 2020
- Supercoppa saudita: 1

Al Hilal: 2021
- Campionato saudita: 1

Al Hilal: 2021-2022
- Coppa del Re dei Campioni: 1

Al Hilal: 2022-2023

#### Competizioni internazionali
- AFC Champions League: 1

Al-Hilal: 2021